# Blue Yodel No. 1 (T for Texas)
(Jimmie Rodgers, T for Texas)
Blue Yodel No. 1 (T For Texas) è una canzone country di Jimmie Rodgers pubblicata per la prima volta nel 1928. Il brano è considerato uno dei migliori e più celebri dell'artista, nonché una delle canzoni più importanti della storia del country, avendo definitivamente lanciato al successo il suo compositore e il genere stesso. La rivista di critica musicale Rolling Stone, inserisce il brano alla posizione numero 29 nella lista delle 100 più grandi canzoni country di tutti i tempi.

## Storia

### Registrazione
Il brano venne registrato il 30 novembre 1927, tre mesi dopo la prima seduta di registrazione di Rodgers a Bristol, in Tennessee, e prodotto da Ralph Peer. La seduta di incisione di T for Texas si tenne a Camden, nel New Jersey.

### Successo commerciale
Il singolo, pubblicato nel febbraio del 1928, ottenne uno straordinario successo di pubblico e lanciò al successo Rodgers stesso. Il singolo arrivò a vendere più di un milione di copie, una cifra incredibile per l'epoca.

### Importanza storica
Con questo brano, Jimmie Rodgers diede il via ad una serie di celebri brani conosciuti come "Blue Yodel"; in queste canzoni Rodgers univa la struttura tipica del blues classico a 12 bar con una musicalità e uno stile di canto tipici della musica folk. T for Texas fu la prima di 13 canzoni di grande successo commerciale e di grande influenza per molti artisti country successivi. Con questa canzone, inoltre, Rodgers portò al successo lo yodel country, che poi divenne uno standard per il genere stesso, nonché vero e proprio marchio di fabbrica dell'artista, il quale avrebbe successivamente inserito lo yodel in quasi ogni suo brano futuro.

## Lista delle canzoni Blue Yodel
In totale, furono pubblicate 13 Blue Yodel Songs, e quindi altre 12 canzoni appartenenti allo stesso genere dopo T for Texas. Di seguito, una lista completa delle canzoni:
- "Blue Yodel” [aka “Blue Yodel No. 1 (T for Texas)”], recorded on 30 November 1927 at Camden, New Jersey; released on 3 February 1928 (BVE 40753-2).
- “Blue Yodel No. 2 (My Lovin' Gal, Lucille) ”, recorded on 15 February 1928 at Camden, New Jersey; released on 4 May 1928 (BVE 41741-2).
- “Blue Yodel No. 3 (Evening Sun Yodel) ”, recorded on 15 February 1928 at Camden, New Jersey; released on 7 September 1928 (BVE 41743-2).
- “Blue Yodel No. 4 (California Blues) ”, recorded on 20 October 1928 at Atlanta, Georgia; released on 8 February 1929 (BVE 47216-4).
- “Blue Yodel No. 5 (It's Raining Here) ”, recorded on 23 February 1929 at New York, New York; released on 20 September 1929 (BVE 49990-2).
- “Blue Yodel No. 6 (She Left Me This Mornin') ”, recorded on 22 October 1929 at Dallas, Texas; released on 21 February 1930 (BVE 56453-3).
- “Anniversary Blue Yodel (Blue Yodel No. 7) ”, recorded on 26 November 1929 at Atlanta, Georgia; released on 5 September 1930 (BVE 56607-3) - Jimmie Rodgers and Elsie McWilliams (Rodgers' sister-in-law).
- “Blue Yodel No. 8 (Mule Skinner Blues)”, recorded on 11 July 1930 at Hollywood Recording Studios, Los Angeles, California; released on 6 February 1931 (PBVE 54863-3).
- “Blue Yodel No. 9 (Standin' On the Corner)”, recorded on 16 July 1930 at Hollywood Recording Studios, Los Angeles, California (with Louis Armstrong, trumpet, and Lil Hardin Armstrong, piano); released on 11 September 1931 (PBVE 54867-3).
- “Blue Yodel No. 10 (Ground Hog Rootin' in My Backyard) ”, recorded February 6, 1932, at Dallas, Texas; released on 12 August 1932 (BVE 70650-2).
- “Blue Yodel No.11 (I've Got a Gal) ”, recorded on 27 November 1929 at Atlanta, Georgia; released on 30 June 1933 (BVE 56617-4), after Jimmie Rodgers had died.
- “Blue Yodel No. 12 (Barefoot Blues) ”, recorded on 17 May 1933 at New York, New York; released on 27 June 1933 (BS 76138-1), a month after Jimmie Rodgers' death.
- “Jimmie Rodgers' Last Blue Yodel (The Women Make a Fool Out of Me) ”, recorded on 18 May 1933 at New York, New York; released on 20 December 1933 (BS 76160-1), seven months after Jimmie Rodgers had died.

## Cover
T for Texas fu reinterpretata da vari artisti nel corso degli anni; di seguito una lista di alcune versioni celebri:
- Tompall Glaser registrò una versione del brano nell'album del 1976 Wanted! The Outlaws, il primo album country a raggiungere il milione di copie vendute.
- Il gruppo rock Lynyrd Skynyrd reinterpretò il brano nell'album live del 1976 One More From the Road.
- Johnny Cash ne diede una propria versione nella raccolta Unearthed.